# Zhong Tianshi
Zhong Tianshi (2 februari 1991) is een Chinese voormalig wielrenster. Zhong is gespecialiseerd op de sprintonderdelen bij het baanwielrennen. In 2015 won ze samen met Gong Jinjie de wereldtitel op de teamsprint en in 2016 won ze de wereldtitel op de sprint. Zhong nam deel aan de Olympische Zomerspelen van 
2016 waar ze samen met Gong Jinjie een gouden medaille won op de teamsprint. 

## Belangrijkste resultaten
| Jaar | AK                           | WK                               | Olympische Spelen                    | Overig |
| ---- | ---------------------------- | -------------------------------- | ------------------------------------ | --- |
| 2012 |                              | 11e tijdrit (500m) 20e sprint    |                                      | |
| 2013 |                              |                                  |                                      | Oost-Aziatiache spelen: · 500m tijdrit · WB Aguascalientes: · keirin                                       |
| 2014 | teamsprint · sprint          | teamsprint · sprint              |                                      | Aziatische Spelen: · teamsprint · sprint · keirin · WB Guadalajara: · teamsprint · WB Londen: · teamsprint |
| 2015 |                              | teamsprint · sprint · 10e keirin |                                      | WB Cali: · teamsprint · sprint · WB Cambridge: · teamsprint                                                |
| 2016 | teamsprint · 50m tijdrit     | sprint · teamsprint              | teamsprint · 5e sprint · 11e keirin  | |
| 2017 |                              |                                  |                                      | |
| 2018 | teamsprint · sprint · keirin | 4e teamsprint                    |                                      | Aziatische Spelen: · teamsprint · keirin · sprint · WB Londen: · teamsprint                                |
| 2019 | teamsprint · sprint · keirin |                                  |                                      | WB Hongkong: · teamsprint                                                                                  |
| 2020 |                              | teamsprint · 14e sprint          |                                      | |
| 2021 |                              |                                  | teamsprint · 10e sprint · 12e keirin | |

2012: Welte, Vogel ·
2016: Gong, Zhong ·
2020: Bao, Zhong ·
2024: Capewell, Finucane, Marchant